# Jean-Baptiste Philippe Harou
Jean-Baptiste Philippe Harou, dit Jean-Baptiste Harou-Romain, né à Bernay le 19 septembre 1760 et mort à Caen le 13 janvier 1822, est un architecte français.

## Biographie
Né à Bernay, il est élève à l'Académie royale d'architecture et élève de Leroy.
Jean-Baptiste Philippe Harou, déjà surnommé Romain, obtient en 1787 le second prix d'architecture de l'Académie royale d'architecture de Paris, pour un « projet de bâtiment pour abriter le Trésor Royal ».
Il occupe des places à responsabilité dans les instances artistiques mises en place sous la Révolution française.
En 1796, nait son fils Nicolas-Philippe Harou-Romain, dit Romain Harou.
Il est architecte du département du Calvados jusqu'à sa mort en 1822.
Il est inhumé dans le caveau familial au cimetière des Quatre-Nations à Caen.

## Œuvres
Il élabore le projet d'Hôtel de préfecture du Calvados.
Son fils, Romain Harou, termine certains de ses projets, le Palais de Justice de Caen, mais également la Prison de Pont-l'Évêque et celle de Caen.